# Tratado das Constituições Brasileiras

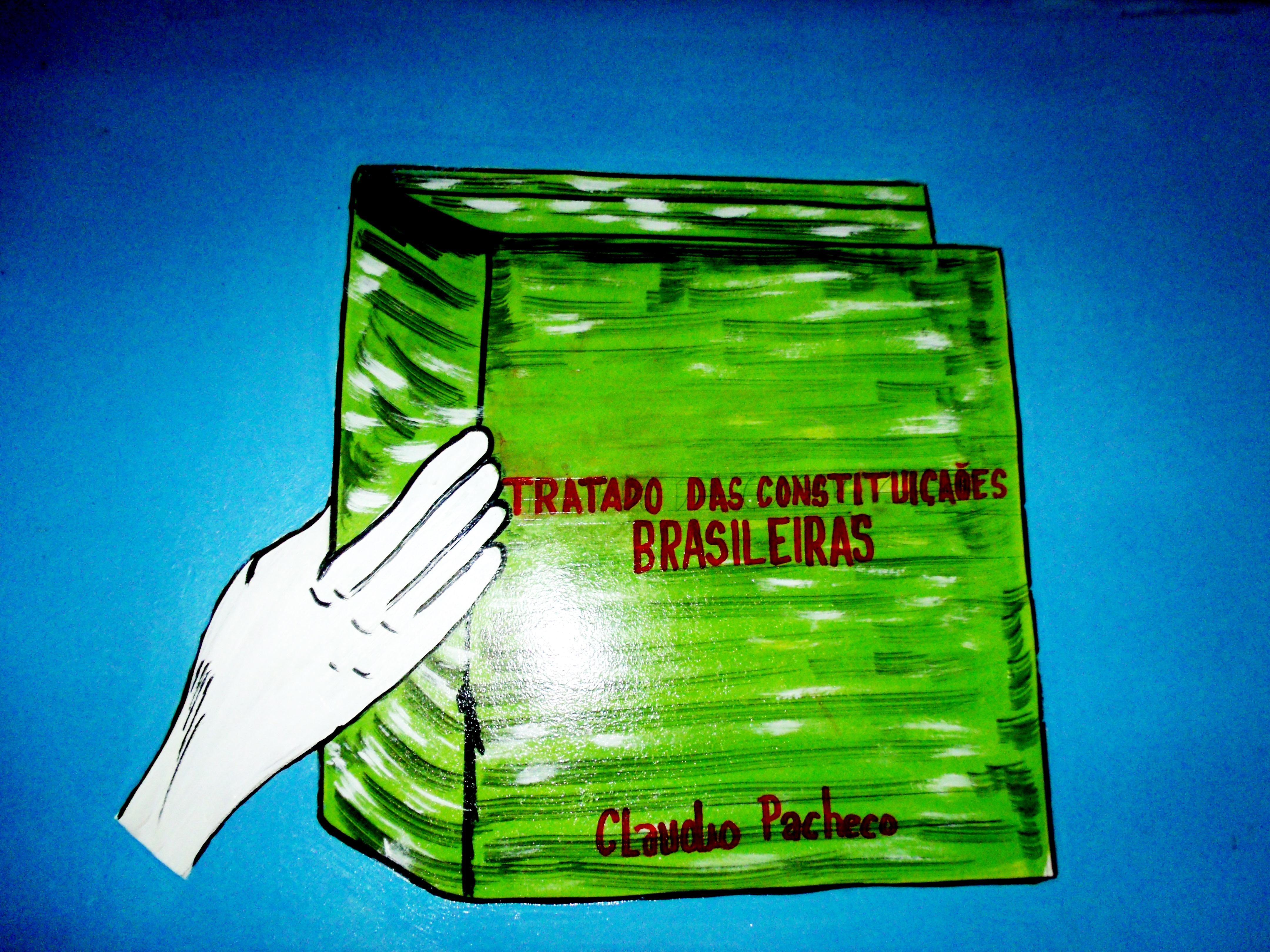
Representação na Biblioteca Municipal de Campo Maior.

Tratado das Constituições Brasileiras é uma coleção composta por 14 livros de Literatura Jurídica de autoria do jurista Cláudio Pacheco Brasil, editadas entre 1958 a 1965 pela Livraria Freitas Bastos.

## Descrição
A coleção foi editada no Rio de Janeiro pela Livraria Freitas Bastos, o primeiro volume foi lançado em 1958 e o ultimo, o 14º volume, em 1965. A obra faz análises sobre o Direito Constitucional Brasileiro embasando-se nas constituições de 1824, 1891, 1934, 1937, 1946 e nos primeiros textos jurídicos da Ditadura Militar de 1964.

### Sumarização dos conteúdos

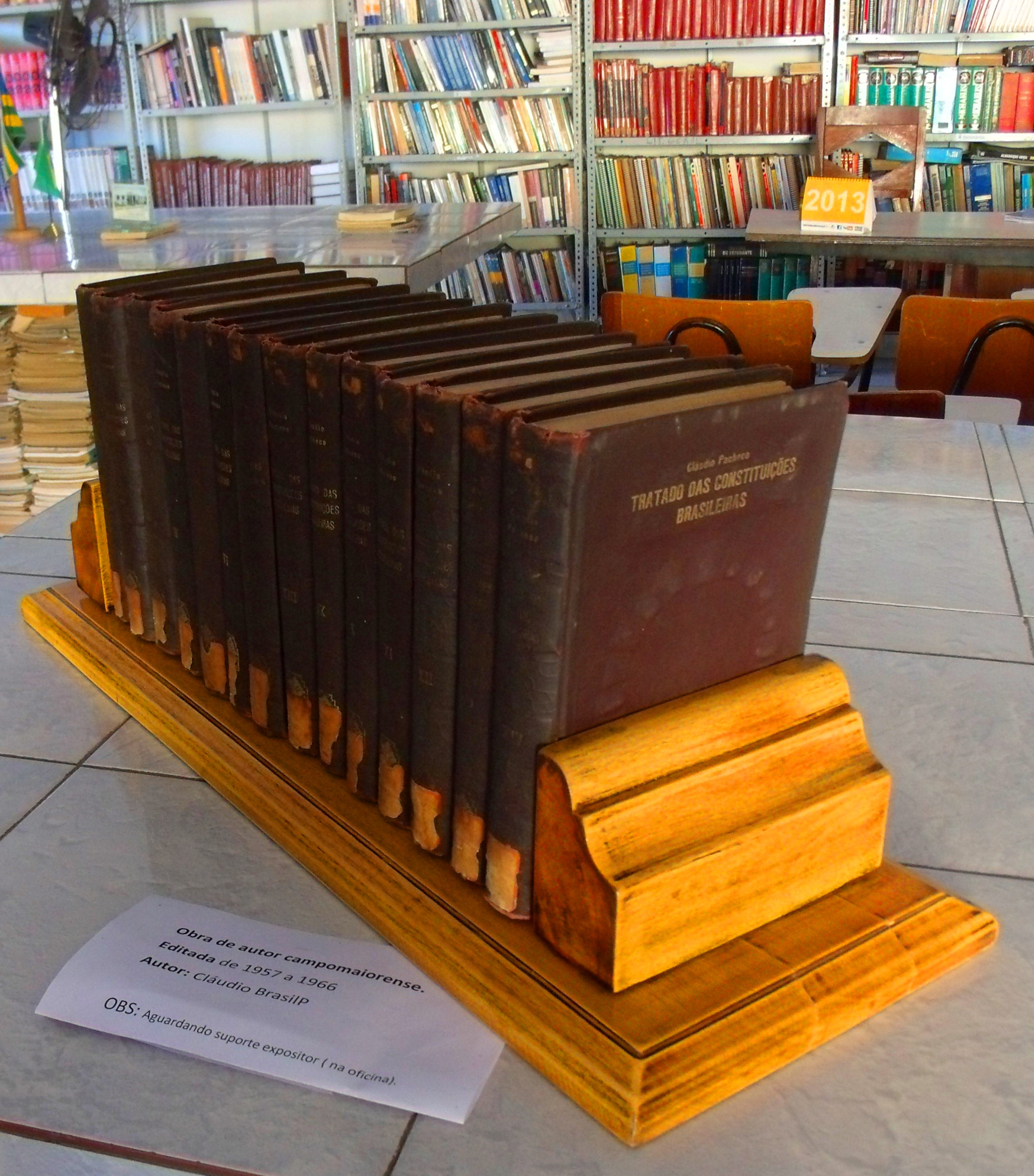
A coleção completa no acervo da Biblioteca Pública de Campo Maior.

- VOLUME I – Direito Constitucional. – Poder e Constituição. – Classificação de Constituições e Poder Constituinte. – Defesa da Constituição. – Resistência a opressão e governos de fato. – Constituições Inglesas, norte-americana e francesa. – Historia Constitucional do Brasil. – Direito Constitucional Brasileiro. – Preâmbulos. – Organização Federal. – Carta magma das liberdades de Inglaterra concedidas pelo Rei João (ano 1215).
- VOLUME II – Republica, povo e regime representativo. – Território e e divisão político-territorial. - Alteração da Integridade e da individuação de Estados Federados e Territórios – Competência da União Federal. -Competência dos Estados Federados. - A Competência dos Estados Federados em relação aos Municípios.
- VOLUME III – Intervenção Federal dos Estados Federados, Artigos 7º ao 14º. – A Competência Municipal, Artigo 28. – Distribuição das Competências Tributarias da União. Artigos 15 e 16.
- VOLUME IV – Competência tributaria dos Estados Federados, artigos 19 e 20, Competência tributaria dos municípios, artigo 29. – Expansão e condomínio das competências tributarias, artigo 21 e 33. – Distrito Federal e Territórios, artigos 25, 26; artigo 4º do Ato das Disposições Constitucionais Transitórias; artigo único da Lei Constitucional n. 1, de 26 de dezembro de 1950; e artigo 1º e parágrafo único, artigos 2º e 3º, parágrafo único, da Lei Constitucional nº 2, de 3 de outubro de 1956. – Bens da União e dos Estados Federados, artigos 34 e 35.
- VOLUME V – Separação de Poderes. – O órgão do Poder Legislativo e sua Composição Básica. – Composição. – Eleições, reuniões, autonomia, sessões conjuntas e votação do Congresso Nacional. – Imunidades, remuneração, incompatibilidades e substituições de congressistas. – Investigações parlamentares. – Câmara dos Deputados, Senado Federal e suas atribuições.
- VOLUME VI – Atribuições do Congresso Nacional. – Elaboração das leis. – Orçamento e Tribunal de Contas. – Poder executivo.
- VOLUME VII – Poder Judiciário. – Garantias dos magistrados e órgãos judiciários. – O Supremo Tribunal Federal. – Tribunal Federa de Recursos. – A Justiça Militar.
- VOLUME VIII – A justiça eleitoral. – Justiça do Trabalho. – As justiças dos estados. – Ministério Publico. -  Nacionalidade.
- VOLUME IX – Cidadania. – Os direitos do homem e suas declarações. – Igualdade perante a Lei.
- VOLUME X – Legalidade de Obrigações, irretroatividade da Lei e apreciação jurídica. – Liberdade do espírito, de reunião, de associação e inviolabilidade de sua casa. – direito de propriedade. – Prisão e habeas corpus.
- VOLUME XI – Mandato de Segurança. – Defesa, processo e julgamentos criminais, júri, penas e extradição. – Legalidade e anualidade dos tributos, assistência jurídica, garantias em processo, certidões, petições, a ação popular, saída e expulsão do País. – direitos e garantias implícitos. – Justiça social e intervenção econômica.
- VOLUME XII – Condições de propriedade e abuso do poder econômico. – Créditos, concessões, seguras, minas, águas, usura, cabotagem e vida rural. – Legislação do Trabalho e da Previdência Social. – propriedade de empresas, jornalística, profissões liberais e imigrantes. – Família. – Educação e Cultura. – Forças Armadas.
- VOLUME XIII – Funcionários Públicos. – Disposições gerais variadas. – Estado de sitio. – Reforma e promulgação da Constituição
- VOLUME XIV  Reformas constitucionais construídas sob o recente governo do movimento de 1964[4].